# Faustina de Jongere
Annia Galeria Faustina was een dochter van Antoninus Pius en Faustina de Oudere, geboren eind jaren 120, gestorven rond 175 (exacte data onbekend).  
Volgens de plannen van keizer Hadrianus moest Faustina met Lucius Verus trouwen en deze twee waren dus verloofd. Toen in 138 Antoninus Pius op verzoek van Hadrianus adoptief vader werd van Marcus Aurelius, moesten de trouwplannen worden omgegooid en werd de jonge Faustina de verloofde van Marcus Aurelius. Waarschijnlijk werd deze verloving privé reeds in 139 gevierd. Een munt ter ere van deze verloving werd rond 144 uitgegeven. Het officiële huwelijk vond plaats in 145.
Toen haar eerste kind geboren werd in 146 kreeg Faustina de titel Augusta. Zij kreeg er in de loop van 25 jaar nog twaalf kinderen bij, waarvan er echter zes vroegtijdig overleden. Faustina's tweede dochter, Lucilla, geboren in 149, zou later de gemalin van Lucius Verus worden. Zodoende werd Verus twintig jaar later gecompenseerd en kreeg hij een dochter van zijn oorspronkelijke verloofde als bruid. Commodus werd geboren in 161 en was de enige overlevende jongen. (Als keizer zou hij later zijn zus Lucilla verbannen en executeren.)
Faustina vergezelde haar echtgenoot op zijn veldtochten en kreeg daarvoor in 174 de nieuwe eretitel Mater Castrorum (Moeder der legerkampen). Zij was hem echter niet erg trouw en heeft hem zelfs verraden aan Gaius Avidius Cassius, de gouverneur van Syrië, met wie zij, volgens sommige bronnen, een relatie had.  Faustina lichtte Cassius in dat haar man zeer ernstig ziek was of op sterven lag, waarop Cassius probeerde de macht te grijpen. Hij begon een opstand in 175 die enkele maanden duurde. Marcus Aurelius, die goed van zijn ziekte herstelde, sloeg de opstand neer en liet Cassius vermoorden. 
Het 'verraad' van Faustina kan goed verklaard worden als men aanneemt dat zij heeft ingezien dat de gevolgen voor Rome zeer ernstig zouden kunnen zijn als haar zoon Commodus aan de macht zou komen.  Zij kende zijn zwakheden maar al te goed en zou daarom de veel geschiktere Cassius hebben ingelicht toen haar man op sterven leek te liggen.
Faustina stierf in het dorpje Halala in Cappadocië eind 175 maar sommige bronnen vermelden Cilicië in 176.  Na haar dood eerde Marcus Aurelius haar uitvoerig met een grote serie munten met haar portret en een altaar.

## Stamboom
|                       |                       |                       |                       |                       |                       |  |  |                          |                          |                          |                          | Antoninus Pius (keizer)  | Antoninus Pius (keizer)  | Antoninus Pius (keizer) | Antoninus Pius (keizer) | Antoninus Pius (keizer) | Antoninus Pius (keizer) |                     |                     | Faustina de Oudere  | Faustina de Oudere  | Faustina de Oudere | Faustina de Oudere | Faustina de Oudere | Faustina de Oudere |  |  |  |  |  |  |
|                       |                       |                       |                       |                       |                       |  |  |                          |                          |                          |                          | Antoninus Pius (keizer)  | Antoninus Pius (keizer)  | Antoninus Pius (keizer) | Antoninus Pius (keizer) | Antoninus Pius (keizer) | Antoninus Pius (keizer) |                     |                     | Faustina de Oudere  | Faustina de Oudere  | Faustina de Oudere | Faustina de Oudere | Faustina de Oudere | Faustina de Oudere |  |  |  |  |  |  |
|                       |                       |                       |                       |                       |                       |  |  |                          |                          |                          |                          |                          |                          |                         |                         |                         |                         |                     |                     |                     |                     |                    |                    |                    |                    |  |  |  |  |  |  |
|                       |                       |                       |                       |                       |                       |  |  | Marcus Aurelius (keizer) | Marcus Aurelius (keizer) | Marcus Aurelius (keizer) | Marcus Aurelius (keizer) | Marcus Aurelius (keizer) | Marcus Aurelius (keizer) |                         |                         | Faustina de Jongere     | Faustina de Jongere     | Faustina de Jongere | Faustina de Jongere | Faustina de Jongere | Faustina de Jongere |                    |                    |                    |                    |  |  |  |  |  |  |
|                       |                       |                       |                       |                       |                       |  |  | Marcus Aurelius (keizer) | Marcus Aurelius (keizer) | Marcus Aurelius (keizer) | Marcus Aurelius (keizer) | Marcus Aurelius (keizer) | Marcus Aurelius (keizer) |                         |                         | Faustina de Jongere     | Faustina de Jongere     | Faustina de Jongere | Faustina de Jongere | Faustina de Jongere | Faustina de Jongere |                    |                    |                    |                    |  |  |  |  |  |  |
|                       |                       |                       |                       |                       |                       |  |  |                          |                          |                          |                          |                          |                          |                         |                         |                         |                         |                     |                     |                     |                     |                    |                    |                    |                    |  |  |  |  |  |  |
|                       |                       |                       |                       |                       |                       |  |  |                          |                          |                          |                          |                          |                          |                         |                         |                         |                         |                     |                     |                     |                     |                    |                    |                    |                    |  |  |  |  |  |  |
|                       |                       |                       |                       |                       |                       |  |  |                          |                          |                          |                          |                          |                          |                         |                         |                         |                         |                     |                     |                     |                     |                    |                    |                    |                    |  |  |  |  |  |  |
| Lucius Verus (keizer) | Lucius Verus (keizer) | Lucius Verus (keizer) | Lucius Verus (keizer) | Lucius Verus (keizer) | Lucius Verus (keizer) |  |  | Lucilla                  | Lucilla                  | Lucilla                  | Lucilla                  | Lucilla                  | Lucilla                  |                         |                         | Commodus (keizer)       | Commodus (keizer)       | Commodus (keizer)   | Commodus (keizer)   | Commodus (keizer)   | Commodus (keizer)   |                    |                    |                    |                    |  |  |  |  |  |  |
| Lucius Verus (keizer) | Lucius Verus (keizer) | Lucius Verus (keizer) | Lucius Verus (keizer) | Lucius Verus (keizer) | Lucius Verus (keizer) |  |  | Lucilla                  | Lucilla                  | Lucilla                  | Lucilla                  | Lucilla                  | Lucilla                  |                         |                         | Commodus (keizer)       | Commodus (keizer)       | Commodus (keizer)   | Commodus (keizer)   | Commodus (keizer)   | Commodus (keizer)   |                    |                    |                    |                    |  |  |  |  |  |  |